# Gustav Grubbe
Gustav Grubbe, né le 27 janvier 2003 à Odense au Danemark, est un footballeur danois qui évolue au poste d'arrière droit à l'Odense BK.

## Biographie

### En club
Né à Odense au Danemark, Gustav Grubbe commence le football avec le club local de l'Odense BK. En janvier 2019 il est intégré pour la première fois au groupe professionnel, lors d'un camp d'entraînement où il a l'occasion de jouer un match amical avec l'équipe première.
Le 5 mai 2019, il joue son premier match en professionnel, lors d'une rencontre de Superligaen, l'élite du football danois, contre le FC Midtjylland. Il entre en jeu à la place de Troels Kløve (en) et son équipe s'incline par deux buts à un ce jour-là. Cette apparition, à 16 ans et 98 jours, fait de lui le deuxième plus jeune joueur de l'histoire de l'Odense BK et le plus jeune dans le championnat sur cette saison 2018-2019. Il est également le quatrième plus jeune joueur de l'histoire du championnat danois.
Le 21 juin 2019, Gustav Grubbe rejoint l'Allemagne afin de s'engager en faveur du RB Leipzig, où il intègre dans un premier temps l'équipe U17 du club.
Lors de l'été 2022 Gustav Grubbe quitte le RB Leipzig, où il n'aura jamais atteint l'équipe première malgré le fait d'être parvenu à s'imposer dans l'équipe U19 du club, où il officiait notamment comme capitaine, et il fait son retour à l'Odense BK. Le transfert est annoncé le 31 mai 2022. Il est notamment en concurrence avec Nicholas Mickelson pour le poste d'arrière droit.

### En sélection
Avec l'équipe du Danemark des moins de 17 ans il joue un total de sept matchs entre 2019 et 2020.
Gustav Grubbe joue son premier match avec l'équipe du Danemark espoirs le 17 novembre 2022, face à la Suède. Il est titularisé puis remplacé par Anton Gaaei lors de cette rencontre où les deux équipes se neutralisent (2-2).